# Phalops rufosignatus
Phalops rufosignatus là một loài bọ cánh cứng trong họ Bọ hung (Scarabaeidae).